# ميخائيل كرو
ميخائيل كرو (بالإنجليزية: Michael Crowe)‏ هو لاعب كرة قدم بريطاني، ولد في 13 نوفمبر 1995 في لندن في المملكة المتحدة. لعب مع ستيفيناغ بوروه.

## وصلات خارجية
- ميخائيل كرو على موقع الاتحاد الأوربي (الإنجليزية)
- ميخائيل كرو على موقع قاعدة بيانات كرة القدم.إي يو (الإنجليزية)
- ميخائيل كرو على موقع Soccerbase.com (لاعب) (الإنجليزية)
- ميخائيل كرو على موقع Soccerway.com (الإنجليزية)
- ميخائيل كرو على موقع عالم كرة القدم.نت (الإنجليزية)